# Waringstown
Waringstown is een plaats in het Noord-Ierse district Craigavon.
Waringstown telt 2523 inwoners.
Van de bevolking is 92,2% protestant en 5,4% katholiek.